# Synchiropus rameus
Synchiropus rameus — вид піскаркових, поширений у західній центральній Пацифіці: північно-західна Австралія і Нова Каледонія. Морська демерсальна тропічна риба, сягає 15 см довжиною.